# Mesendorf
Mesendorf ist ein Ortsteil der Stadt Pritzwalk im Landkreis Prignitz in Brandenburg.

## Geografie
Der Ort liegt sieben Kilometer südsüdwestlich von Pritzwalk. Die Nachbarorte sind Ausbau im Norden, Giesensdorf und Eggersdorf im Nordosten, Seefeld im Osten, Groß Woltersdorf im Südosten, Brünkendorf im Süden, Klenzenhof im Südwesten, Guhlsdorf im Westen sowie Luggendorf und Bullendorf im Nordwesten.

## Geschichte
Die erste schriftliche Erwähnung von Mesendorf stammt aus dem Jahr 1319. Darin wurde der Ort unter „Mesekendorpe“ verzeichnet. Bis 1816 gehörte der Ort zum Kreis Pritzwalk in der Provinz Prignitz; ein Teil der Kurmark der Mark Brandenburg und kam anschließend zum Kreis Ostprignitz. Ab 1952 gehörte Mesendorf zum Kreis Pritzwalk im Bezirk Potsdam. Seit dem 6. Dezember 1993 ist der Ort ein Teil des heutigen Landkreises Prignitz.

## Bauwerke
Die Liste der Baudenkmale in Pritzwalk enthält sechs Einträge zum Ort. Darunter die um 1900 erbaute evangelische Dorfkirche Mesendorf.